# Caleta Potter
Caleta Potter es una ensenada ubicada en la bahía Fildes/Guardia Nacional en la costa sudoeste de la isla Rey Jorge/25 de Mayo de las islas Shetland del Sur, Antártida.

## Historia

Mapa del área de la bahía Almirantazgo/Laserre. En la esquina inferior izquierda se observa el área de la base Carlini junto con la caleta Potter.

La caleta era conocida por los cazadores de focas y ballenas hacia 1821. El nombre Potter se ha mantenido desde entonces. Marinos británicos describieron la caleta como el «mejor puerto de la costa de la isla». Fue recorrida por una exploración alemana entre 1873 y 1874, Parte de la tripulación de la nave estadounidense Florence pasó allí el invierno austral de 1877. Entre 1934 y 1935 fue cartografiada por el equipo de Investigaciones Discovery. El British Antarctic Survey encontró en 1949 una cabaña de refugio desocupada y una placa.
El 21 de noviembre de 1953 Argentina instaló el refugio naval Caleta Potter, en el sector de la actual base Carlini, administrada por la Dirección Nacional del Antártico. El refugio fue transformado en la estación aeronaval Teniente Jubany el 14 de diciembre de 1954. En 1956 el equipo británico del Falkland Islands and Dependencies Aerial Survey Expedition tomó fotografías aéreas del área.
Entre 1957 y 1960, Néstor Horacio Fourcade del Instituto Antártico Argentino, realizó investigaciones geológicas detalladas en esta caleta y la península Potter, publicando el «Estudio geológico-petrográfico de Caleta Potter, Isla 25 de Mayo, Islas Shetland del Sur». El cercano glaciar Fourcade lleva su nombre.

## Características
Las costas norte y este de la caleta están constituidas por glaciares; mientras que la costa sur posee una playa de arena. Se encuentra al este-sudeste de la caleta Mariana.
La Armada Argentina administra el Faro Caleta Potter de siete metros de altura.

## Sitio histórico
La caleta posee una réplica de una placa de metal erigida por el ballenero y explorador alemán Eduard Dallmann para conmemorar la visita de su expedición, el 1 de marzo de 1874, con el barco de vapor Grönland. Ha sido designado Sitio y Monumento Histórico (HSM 36), a raíz de una propuesta de Argentina y el Reino Unido a la Reunión Consultiva del Tratado Antártico.

## Reclamaciones territoriales
Argentina incluye a la isla Rey Jorge/25 de Mayo en el departamento Antártida Argentina dentro de la provincia de Tierra del Fuego, Antártida e Islas del Atlántico Sur; para Chile forma parte de la comuna Antártica de la provincia Antártica Chilena dentro de la Región de Magallanes y de la Antártica Chilena; y para el Reino Unido integra el Territorio Antártico Británico. Las tres reclamaciones están sujetas a las disposiciones del Tratado Antártico.
Nomenclatura de los países reclamantes: 
- Argentina: caleta Potter[10][11]
- Chile: caleta Potter[6]
- Reino Unido: Potter Cove[2]

## Galería

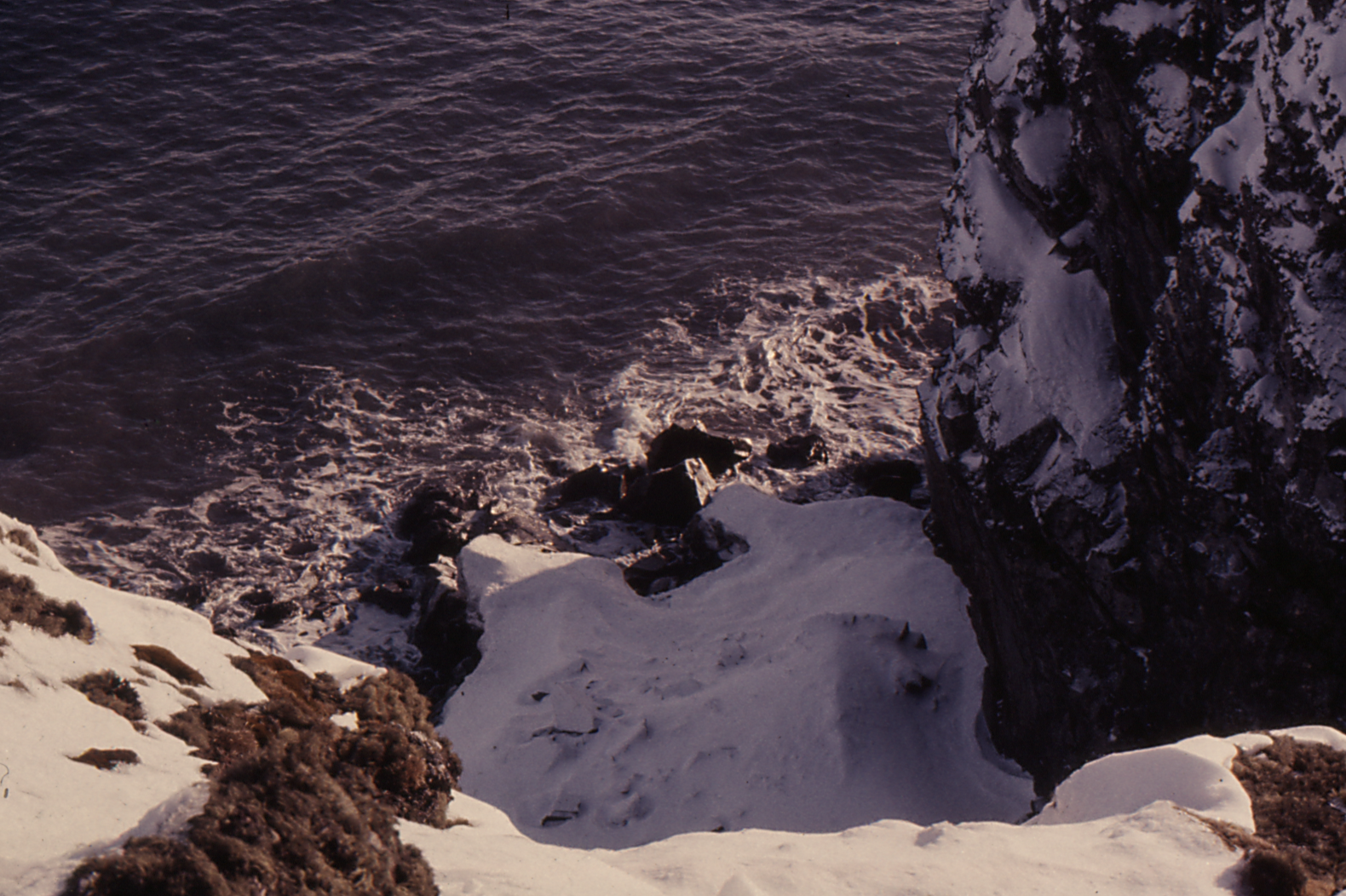
Costa de la caleta.
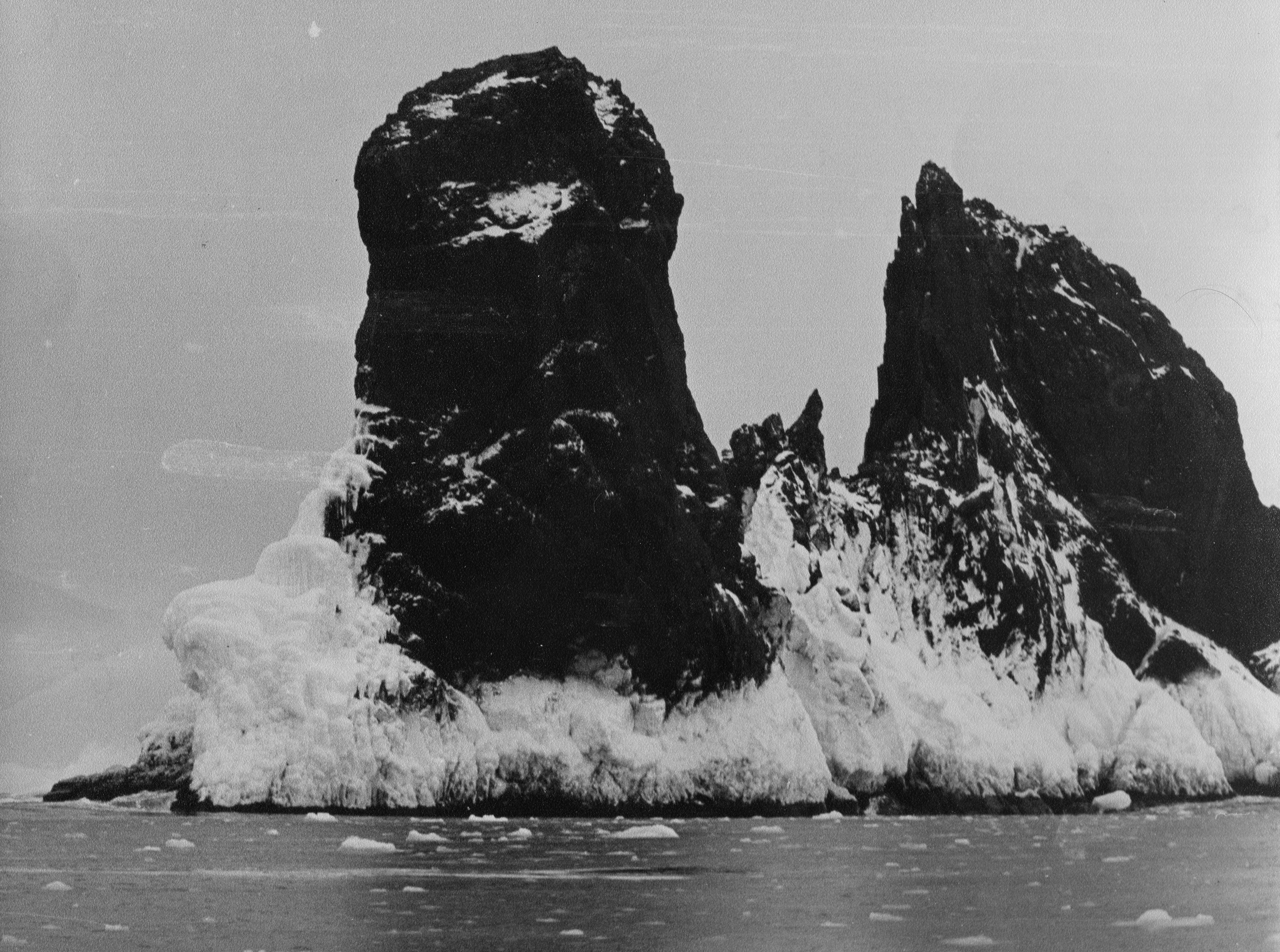
Rocas y aguas de la caleta.
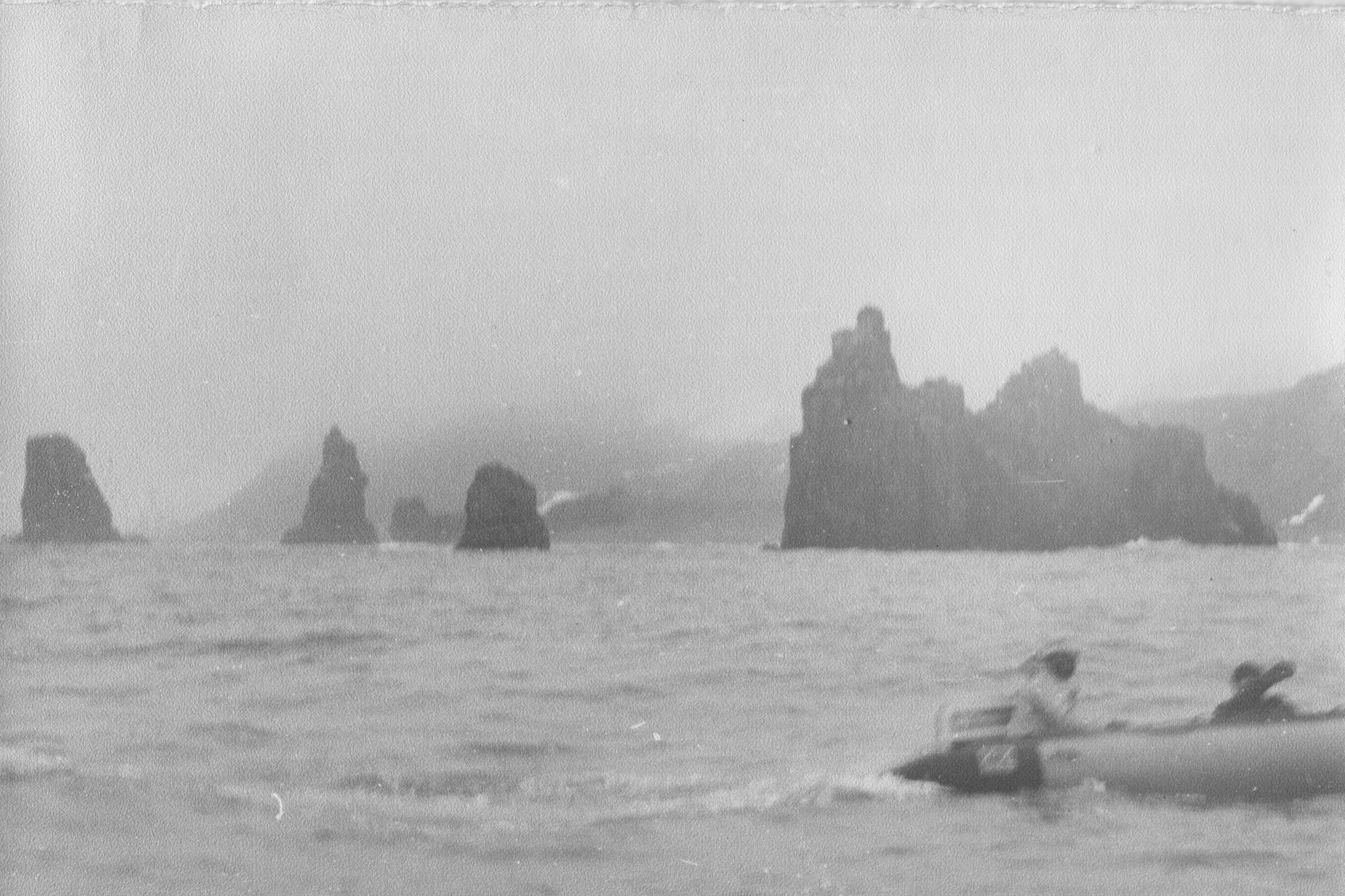
Rocas y aguas de la caleta.
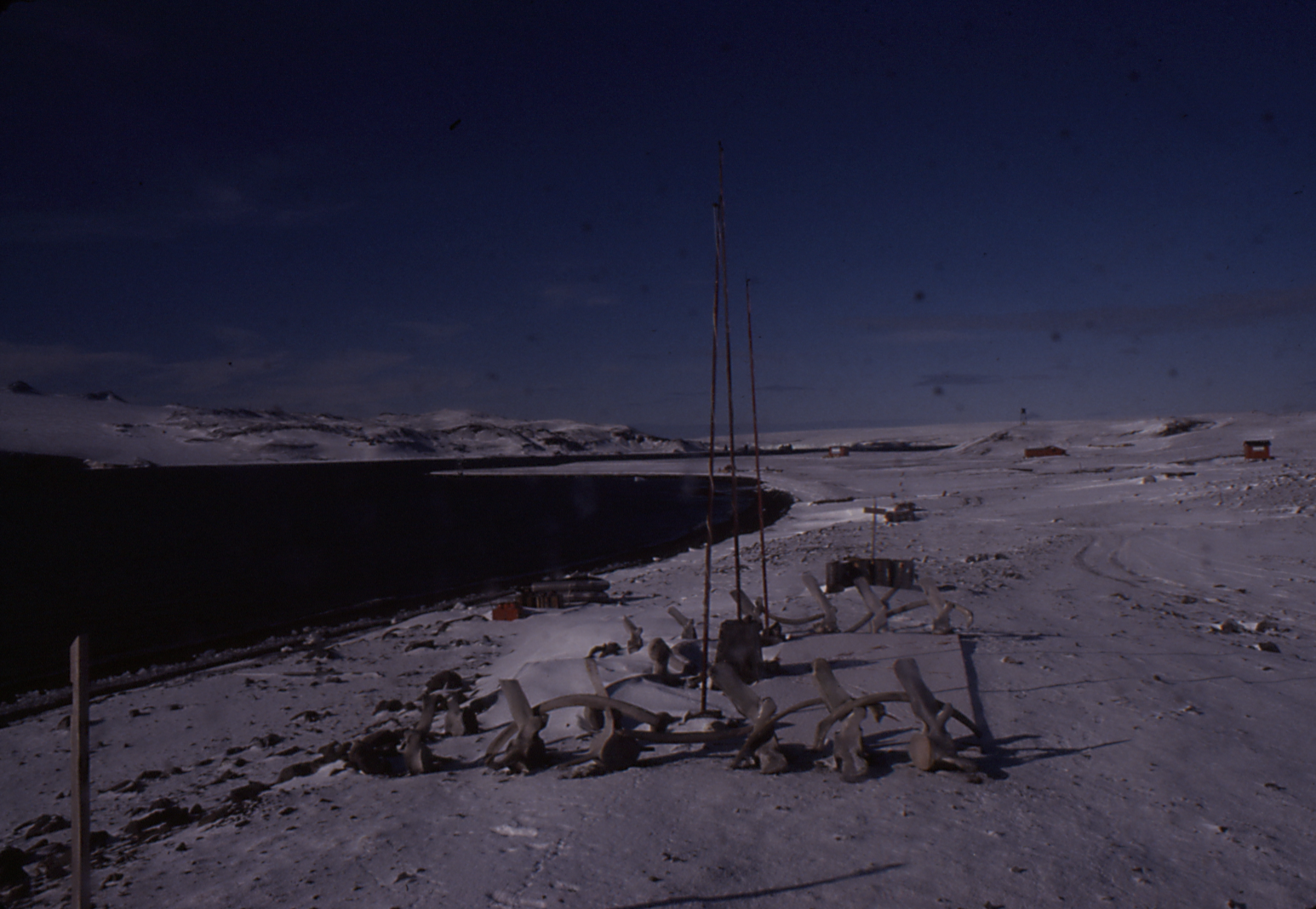
Costa de la base Carlini.